# 한산초등학교 (경기)
한산초등학교는 대한민국 경기도 고양시 일산서구에 있는 공립 초등학교이다.

## 학교 연혁
- 2011년 3월 1일 한산초등학교 개교(5학급, 93명)
- 2011년 3월 1일 초대 한치영 교장 취임
- 2011년 9월 6일 12학급 편성
- 2012년 2월 10일 제1회 졸업식(남 18, 여 22, 계 40명)
- 2013년 2월 15일 제2회 졸업식
- 2014년 3월 3일 초등 24학급(618명), 특수1학급(4명), 유치원 3학급(64명) 편성